# Russische Plechanow-Wirtschaftsuniversität

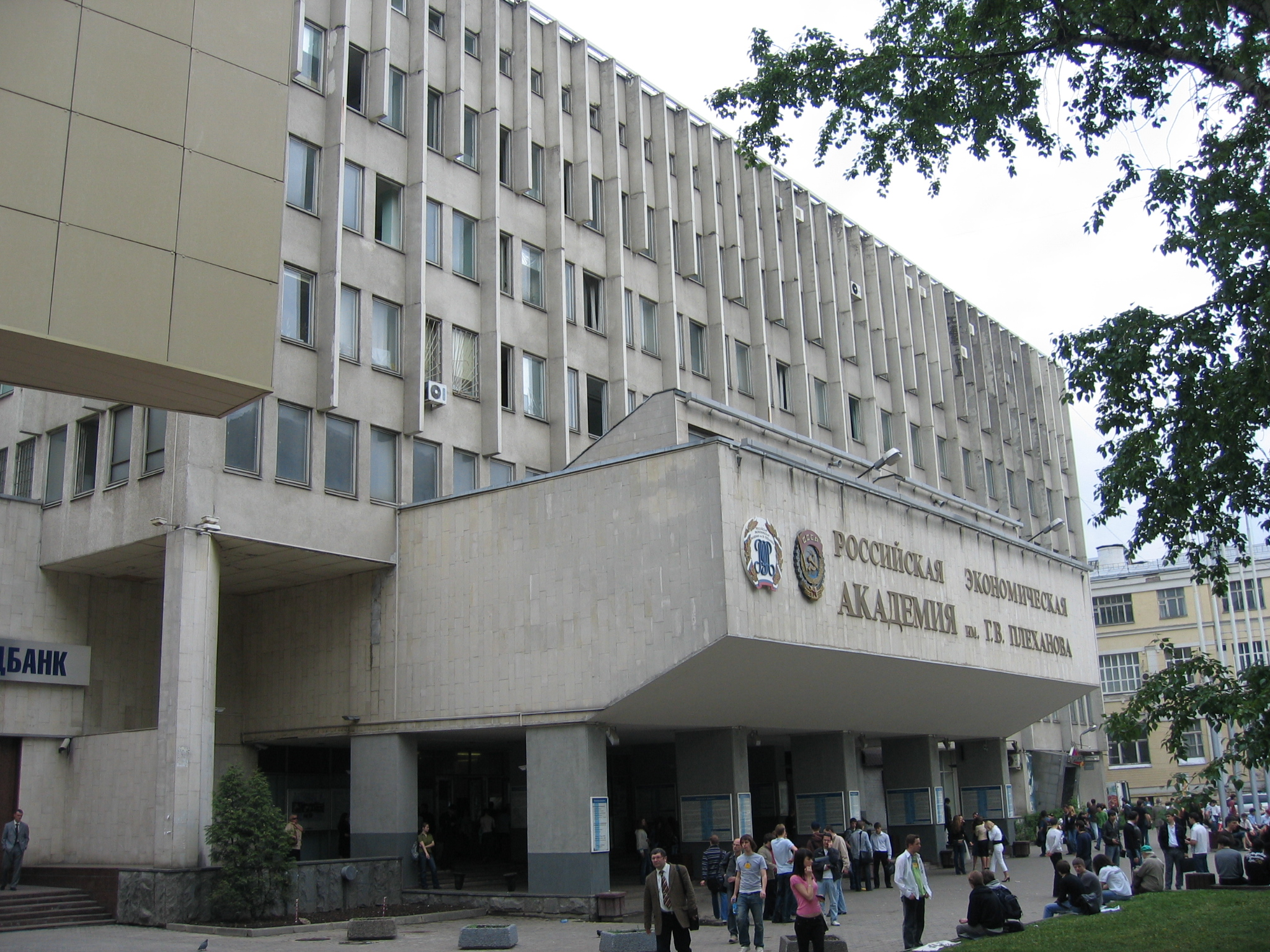
Hauptgebäude der Plechanow-Akademie

Die Russische Plechanow-Wirtschaftsuniversität (russisch Российский экономический университет имени Г. В. Плеханова), ehemals Plechanow-Wirtschaftsakademie, ist eine Wirtschaftshochschule in Moskau, Russland.

## Geschichte
Die 1924 nach Georgi Plechanow benannte Universität ist die größte wirtschaftswissenschaftliche Hochschule in Russland und der ehemaligen Sowjetunion. Sie wurde 1907 von der Kaufmannsfamilie Wischnjakow, einer Familiendynastie wie die der Abrikossows und Smirnows, gegründet und war seinerzeit die einzige Hochschule, die es Frauen erlaubte zu studieren.

## Hochschule
An der Plechanow-Universität studieren circa 13.000 Studenten. Die Unterrichtssprache an den sechssemestrigen Bachelorstudiengängen und den drei- bis viersemestrigen Masterstudiengängen ist Russisch und Englisch. Es wurde eine Schüler-Universität eingerichtet, an der bereits ab dem Alter von 15 Jahren ein Studium möglich ist.
Hochschulpartnerschaften werden mit zahlreichen internationalen Institutionen gepflegt. Zusammen mit Hochschulen in den Niederlanden, Großbritannien, Dänemark und den USA werden Dual Degrees angeboten. Zusammen mit der Fachhochschule Würzburg-Schweinfurt wird ein berufsbegleitendes MBA-Programm mit einem Doppeldiplom angeboten.
Mit der HTW Dresden und der Institut de préparation à l’administration et à la gestion Paris-Nice kooperiert die Plechanow-Akademie im Rahmen des trinationalen Studiengangs „European Master in International Management“.
Mit der Universität Konstanz und der Universität Mannheim ist ein Austauschprogramm initiiert.

## Fakultäten

### Bachelorstudiengang
- Ökonomie und Wirtschaftswissenschaften

### Masterstudiengänge
- Volkswirtschaftslehre
- Finanzwissenschaften und Bankwirtschaftslehre
- Steuerwesen
- Marketing
- Betriebswirtschaftslehre
- Wirtschaftsingenieurwesen mit Schwerpunkt Hotel- und Restaurantmanagement
- Handelslehre
- Ökonomie und Management
- Informationswissenschaften
- Humanitarian Women’s Department

Sowie
- Humanitarian Women’s Department
- Foreign Economic Relations Department
- International Education Centre (IEC)

## Absolventen
- Oleg Wladimirowitsch Deripaska, russischer Unternehmer
- Tatjana Alexejewna Golikowa, russische Ministerin
- Vytautas Petras Lubauskas (1939–2018), litauischer Pädagoge, Bildungsmanager, Leiter einer Hochschule in Litauen
- Andrei Igorewitsch Melnitschenko, Unternehmer und Oligarch[3]